# Filip Hronek
Filip Hronek (ur. 2 listopada 1997 w Hradcu Králové) – czeski hokeista grający na pozycji obrońcy, reprezentant kraju.

## Kariera
Filip Hronek karierę sportową rozpoczął w 2015 roku w Mountfieldzie Hradec Králové, w barwach którego w sezonie 2014/2015 zadebiutował w ekstralidze czeskiej. W sezonie 2015/2016 był już podstawowym zawodnikiem klubu, w którym, w fazie zasadniczej rozegrał 40 meczów, w których zdobył 4 punkty (4 asysty) oraz spędził 22 minuty na ławce kar.
25 czerwca 2016 roku został wybrany przez władze klubu ligi NHL, Detroit Red Wings, w 2 rundzie draftu NHL z numerem 53. 14 lipca 2016 roku podpisał podstawowy kontrakt z Czerwonymi Skrzydłami, jednak z powodu zbyt silnej konkurencji w klubie, sezon 2016/2017 rozpoczął w występującym w lidze OHL Saginaw Spirit, w barwach którego, w fazie zasadniczej rozegrał 59 meczów, w których zdobył 61 punktów (14 goli – 4. miejsce w klubie, 47 asyst – 1. miejsce w klubie) oraz spędził 60 minut na ławce kar, a także zdobył 21 punktów power play – 1. miejsce w klubie oraz oddał 235 strzałów – 2. miejsce, co dało mu wyróżnienia: MVP oraz Najlepszy obrońca klubu. 22 marca 2017 roku przeszedł do występującego w lidze AHL klubu filialnego Detroit Red Wings, Grand Rapids Griffins, z którym w sezonie 2016/2017 zdobył Puchar Caldera, po wygranej rywalizacji w finale 4:2 z Syracuse Crunch. W sezonie 2017/2018 został wybrany do drużyny debiutantów AHL.
4 października 2018 roku zadebiutował w lidze NHL, w przegranym 3:2 po dogrywce meczu wyjazdowym z Columbus Blue Jackets, natomiast 13 października 2018 roku, w przegranym 8:2 meczu domowym z Boston Bruins, zdobył swojego pierwszego gola w lidze NHL, pokonując w 41. minucie, po podaniach Tylera Bertuzziego oraz Gustava Nyquista, pokonał bramkarza drużyny Misi, Tuukkę Raska. Łącznie w sezonie 2018/2019, w fazie zasadniczej rozegrał 46 meczów, w których zdobył 23 punkty (5 goli, 18 asyst) oraz spędził 30 minut na ławce kar, a także zaliczył serię 4 kolejnych zdobytych punktów, najdłuższą serię zdobytych punktów przez debiutującego obrońcę drużyny Czerwonych Skrzydeł od sezonu 1991/1992, łącznie zdobył 7 punktów w ostatnich 6 meczach. Po zakończeniu zmagań w lidze NHL, w którym w wyniku głosowania przeprowadzonego przez Detroit Sports Media został Nowicjuszem Rokur w klubie, resztę sezonu 2018/2019 spędził w występującym w lidze AHL Grand Rapids Griffins, w którym w fazie zasadniczej rozegrał 31 meczów, w których zdobył 24 punkty (7 goli, 17 asyst) oraz spędził 45 minut na ławce kar, natomiast w fazie play-off rozegrał 5 meczów, w których 3 punkty (3 asysty) oraz spędził 28 minut na ławce kar.
28 sierpnia 2020 roku, w wyniku opóźnienia inauguracji rozgrywek w sezonie 2020/2021 z powodu pandemii COVID-19, wrócił do swojego macierzystego klubu, Mountfieldu Hradec Králové, w którym grał w ramach wypożyczenia aż do rozpoczęcia sezonu 2020/2021 w Ameryce Północnej.
3 września 2021 roku, podpisał trzyletni kontrakt z Czerwonymi Skrzydłami o wartości 13 200 000 dolarów amerykańskich.

## Kariera reprezentacyjna
Filip Hronek wystąpił w reprezentacji Czech U-18 na mistrzostwach świata U-18 2015 Elity w Szwajcarii, na których rozegrał 5 meczów, w których zdobył 3 punkty (3 asysty) oraz spędził 6 minut na ławce kar, a drużyna Czeskich Lwów zakończyła turniej na 6. miejscu, po przegranej w ćwierćfinale 7:2 z reprezentacją Stanów Zjednoczonych U-18 (asysta w 52. minucie wraz z Davidem Kaše przy golu Pavla Zachy na 7:2), 23 kwietnia 2015 roku na Ice Center Lucerne w Lucernie.
Z reprezentacji Czech U-20 w latach 2015–2017 dwukrotnie wystąpił na mistrzostwach świata juniorów (2016, 2017 – kapitan oraz najlepszy obrońca drużyny Czeskich Lwów), na których rozegrał 10 meczów, w których zdobył 6 punktów (2 gole, 4 asysty) oraz spędził 14 minut na ławce kar.
Natomiast z seniorską reprezentacją Czech trzykrotnie wystąpił na mistrzostwach świata (2018, 2019, 2021). Na mistrzostwach świata 2019 Elity na Słowacji, na których drużyna Czeskich Lwów zajęła 4. miejsce, po przegranej w meczu o 3. miejsce 3:2 po serii rzutów karnych z reprezentacją Rosji, został wybrany najlepszym obrońcą oraz do Drużyny Gwiazd turnieju.

## Statystyki

### Klubowe
| 2014/2015  | Mountfield Hradec Králové | ELH        | 1   | 0  | 0  | 0   | 2   | –  | – | – | – | –  |
| 2015/2016  | Mountfield Hradec Králové | ELH        | 40  | 0  | 4  | 4   | 22  | –  | – | – | – | –  |
| 2016/2017  | Saginaw Spirit            | OHL        | 59  | 14 | 47 | 61  | 60  | –  | – | – | – | –  |
| 2016/2017  | Grand Rapids Griffins     | AHL        | 10  | 1  | 1  | 2   | 4   | 2  | 0 | 0 | 0 | 6  |
| 2017/2018  | Grand Rapids Griffins     | AHL        | 67  | 11 | 28 | 39  | 44  | 5  | 0 | 1 | 1 | 14 |
| 2018/2019  | Detroit Red Wings         | NHL        | 46  | 5  | 18 | 23  | 30  | –  | – | – | – | –  |
| 2018/2019  | Grand Rapids Griffins     | AHL        | 31  | 7  | 17 | 24  | 45  | 5  | 0 | 3 | 3 | 28 |
| 2019/2020  | Detroit Red Wings         | NHL        | 65  | 9  | 22 | 31  | 46  | –  | – | – | – | –  |
| 2020/2021  | Mountfield Hradec Králové | ELH        | 22  | 10 | 13 | 23  | 18  | –  | – | – | – | –  |
| 2020/2021  | Detroit Red Wings         | NHL        | 56  | 2  | 24 | 26  | 16  | –  | – | – | – | –  |
| 2021/2022  | Detroit Red Wings         | NHL        | 69  | 5  | 31 | 36  | 34  | –  | – | – | – | –  |
| ELH Ogółem | ELH Ogółem                | ELH Ogółem | 63  | 10 | 17 | 27  | 42  | –  | – | – | – | –  |
| OHL Ogółem | OHL Ogółem                | OHL Ogółem | 59  | 14 | 47 | 61  | 60  | –  | – | – | – | –  |
| AHL Ogółem | AHL Ogółem                | AHL Ogółem | 108 | 19 | 46 | 65  | 93  | 12 | 0 | 0 | 4 | 48 |
| NHL Ogółem | NHL Ogółem                | NHL Ogółem | 236 | 21 | 95 | 116 | 126 | –  | – | – | – | –  |

### Reprezentacyjne
| Rok                | Drużyna            | Turniej            | Miejsce            |    | M | G  | A  | Pkt | Min |
| ------------------ | ------------------ | ------------------ | ------------------ | -- | - | -- | -- | --- | --- |
| 2015               | Czechy U-18        | MŚU18              | 6                  | 5  | 0 | 3  | 3  | 6   |     |
| 2016               | Czechy U-20        | MŚJ                | 5                  | 5  | 0 | 2  | 2  | 4   |     |
| 2017               | Czechy U-20        | MŚJ                | 6                  | 5  | 2 | 2  | 4  | 10  |     |
| 2018               | Czechy             | MŚ                 | 7                  | 8  | 1 | 2  | 3  | 2   |     |
| 2019               | Czechy             | MŚ                 | 4                  | 10 | 3 | 8  | 11 | 22  |     |
| 2021               | Czechy             | MŚ                 | 7                  | 7  | 1 | 3  | 4  | 4   |     |
| Ogółem jako junior | Ogółem jako junior | Ogółem jako junior | Ogółem jako junior | 15 | 2 | 7  | 9  | 20  |     |
| Ogółem jako senior | Ogółem jako senior | Ogółem jako senior | Ogółem jako senior | 25 | 5 | 13 | 18 | 28  |     |

## Sukcesy
Reprezentacyjne
- Brązowy medal mistrzostw świata: 2022

Zawodnicze
- Puchar Caldera: 2017 z Grand Rapids Griffins

Indywidualne
- Drużyna debiutantów AHL: 2018
- Najlepszy obrońca mistrzostw świata: 2019
- Drużyna gwiazd mistrzostw świata: 2019
- MVP Saginaw Spirit: 2017
- Najlepszy obrońca w Saginaw Spirit: 2017
- Nowicjusz Roku w Detroit Red Wings: 2019